# Phak Matubhum
Die Phak Matubhum (Thailändisch: พรรคมาตุภูมิ, RTGS: Phak Matuphum, Aussprache: [pʰák maːtùpʰuːm], auf Deutsch wörtlich: „Mutterlandspartei“ bzw. sinngemäß „Vaterlandspartei“; Englisch: Motherland Party) war eine kleine Partei in Thailand, die von 2008 bis 2018 bestand. Sie wurde von Sonthi Boonyaratglin geführt. Obwohl sie als landesweite Partei antrat, war sie vor allem eine Partei der muslimischen Minderheit Südthailands.

## Wahdah-Fraktion
Die Partei ging hervor aus der einst von Wan Mohamad Noor Matha (Wan Noor), einem muslimischen Abgeordneten aus der Provinz Yala, gegründeten Wahdah-Gruppe (von arabisch wahda für „Einigkeit, Einheit“, auch als Wadah-Gruppe bezeichnet). Diese Gruppe war ursprünglich eine interfraktionelle Lobby muslimischer Abgeordneter mehrerer Parteien, die verschiedene Regierungen stützte, um Reformen und Verbesserungen für ihre Heimatprovinzen im Süden zu erreichen. Wan Noor hatte sich zunächst Chavalit Yongchaiyudhs New Aspiration Party angeschlossen, die später in Thaksin Shinawatras Thai-Rak-Thai-Partei (TRT) aufgegangen war. Thaksins Regierung hatte bis 2005 die Unterstützung von 15 muslimischen Parlamentariern sowie fünf muslimischen Senatoren.
Über das brutale Vorgehen Thaksins bei der Bekämpfung des muslimischen Aufstands in den Südprovinzen Pattani, Narathiwat und Yala zerstritten sich jedoch Thaksin und die nun innerhalb der TRT-Partei angesiedelte Wahdah-Gruppe. Die Wahdah-Fraktion verlor 2005 zunächst ihre Wahlkreise in Südthailand. Nach dem Sturz Thaksins durch den muslimischen (aber nicht malaiisch-stämmigen) Armeechef Sonthi Boonyaratglin und dem Verbot der TRT sowie der TRT-Nachfolgepartei Phak Palang Prachachon (PPP) schlossen sich die meisten muslimischen Abgeordneten zunächst der Matchima-Partei (Neutrale Demokratische Partei) und nach deren Verbot der Puea-Paendin-Partei (Partei für das Mutterland) an, einige der Rassadorn-Partei (Volkspartei) und der PPP-Nachfolgepartei Pheu-Thai-Partei (PTP).

## Matubhum-Partei

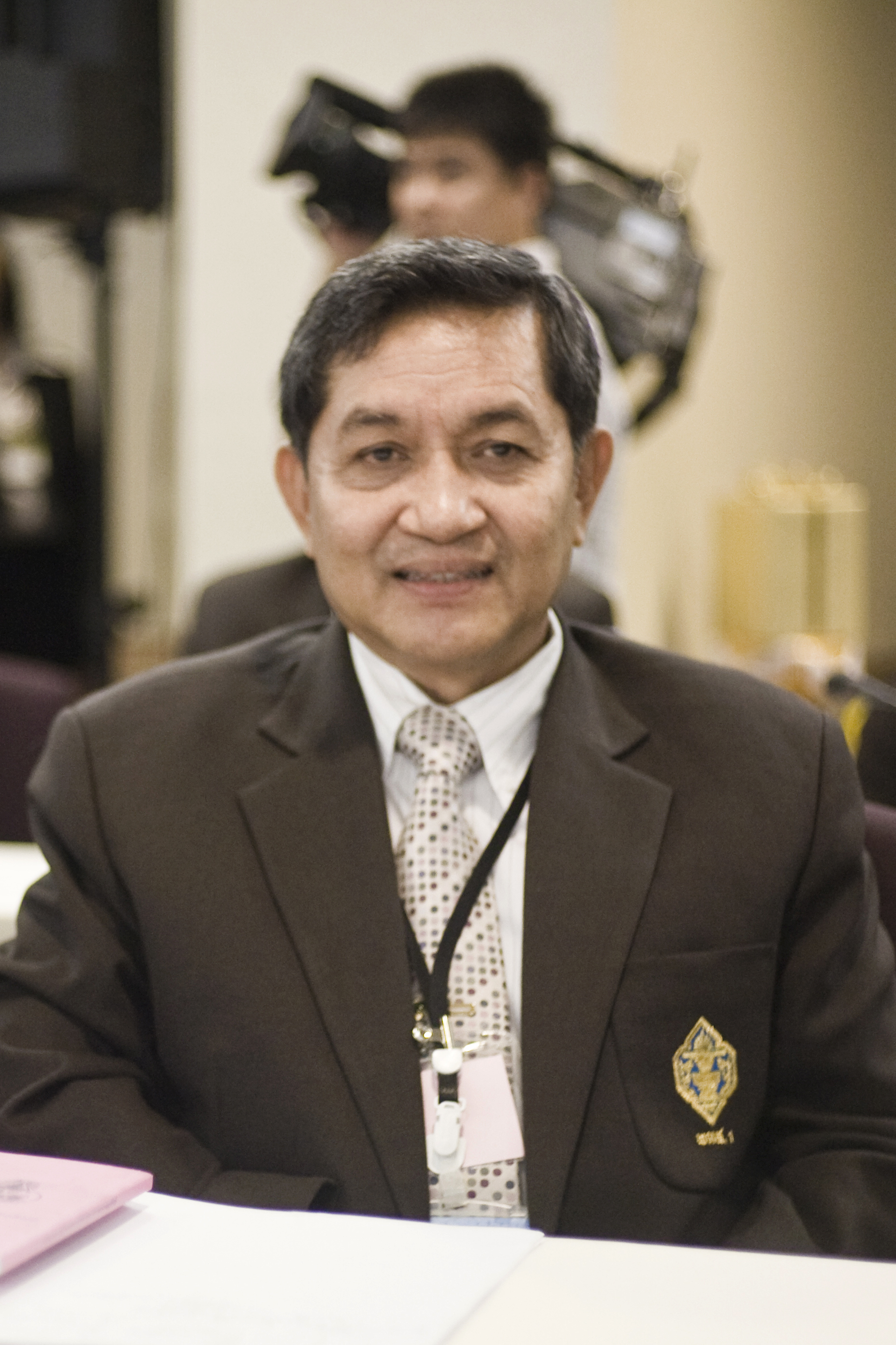
Sonthi Boonyaratglin wurde 2005 als erster Muslim Armeechef, seit 2009 führt er die Matubhum-Partei

Nach dem erneuten Sturz der Thaksin-nahen Koalition 2008 wechselten die meisten Wahdah-Abgeordneten von der Puea Paendin zur nunmehr in Matubhum umbenannten Rassadorn, so auch der stellvertretende Puea-Pandin-Parteichef und Ex-Innenminister Man Patanothai, der Interimsvorsitzender der Matabhum-Partei wurde. Er lud sowohl Chavalit als auch Sonthi zur Mitarbeit ein. Chavalit lehnte im September 2009 zunächst eine Zusammenarbeit mit Sonthi ab und schloss sich stattdessen der PTP an, deren Vorsitzender er im Oktober 2009 wurde. Sonthi wurde hingegen im November 2009 zum Parteichef der Matubhum gewählt und hoffte auf den Zulauf weiterer Ex-Militärs.
Die Matubhum-Partei hatte vor den Wahlen von 2011 zwar nur drei direkte Sitze, einschließlich ehemaliger Mitglieder der Wahdah-Fraktion in anderen Parteien aber zwischen 10 und 20 Abgeordnete in beiden Kammern des thailändischen Parlaments (zum Beispiel Areepen Uttarasin und Natmudin Yuma für die Provinz Narathiwat, Muk Sulaiman für Pattani und Farida Sulaiman für Surin). Sonthi zeigte sich zuversichtlich, dass der Großteil der ehemaligen Wahdah-Gruppe nicht zu Chavalits PTP abwandern werde. Sonthi will mit seiner Partei für Neutralität (zwischen den „Rothemden“ des Thaksin-Lagers und den königstreuen „Gelbhemden“) und Versöhnung (zwischen Thais und Malaien beziehungsweise Buddhisten und Muslimen sowie Regierung und Rebellen) beitragen. Er glaubte, das Land einen zu können und hat seinen ehemaligen politischen Gegnern von Chavalits PTP und der sich allmählich in Auflösung befindenden Puea Paendin eine spätere Koalition angeboten.
Nach den Wahlen von 2011 und der Vereinigung der Puea Paendin mit der Chart-Pattana-Partei, die eine Koalition mit der PTP eingegangen ist, konnte Matubhum nur noch zwei Sitze im Parlament erringen und ging in die Opposition – Sonthi verhalf der sichere erste Listenplatz zum Wiedereinzug, Anumat Zusaro gewann ein Direktmandat für Pattani. Nach dem Putsch im Mai 2014 musste die Phak Matubhum, wie alle Parteien, ihre Aktivität einstellen. Als die Militärjunta im Oktober 2018 politische Parteien zuließ, beschloss die Matubhum-Partei, sich aufzulösen. Die Wahlkommission Thailands löschte sie Partei im Dezember 2018 aus dem Parteienregister.